# Sjökadett
För andra betydelser, se Kadett (olika betydelser).
Sjökadett är en elev vid en skola för blivande sjöofficerare eller en officersaspirant ombord på fartyg. Inom svenska
handelsmarinen har denna grad inte förekommit sedan Svenska Ostindiska Companiets tid, men på större engelska handelsfartyg finnas fortfarande kadetter under namnet midshipmen. 
Midshipman, engelska (i dagligt tal förkortat till mid eller middy), kallas i England och Nord-Amerika på segelfartygen en äldre sjökadett. Namnet kommer därav, att enligt gammal hävd berättigade rangordningen ombord endast officerarna att vistas akterut, varemot underofficerares och kadetters plats var midskepps och gemenskapens "för om masten" (stormasten). Midshipmannen motsvarade ungefär äldre sjökadett vid svenska sjökrigsskolan.